# Neobisium geronense
Neobisium geronense är en spindeldjursart som beskrevs av Beier 1939. Neobisium geronense ingår i släktet Neobisium och familjen helplåtklokrypare. Inga underarter finns listade i Catalogue of Life.